# Soltvadkert
Soltvadkert é uma cidade da Hungria, situada no condado de Bács-Kiskun. Tem 108,86 km² de área e sua população em 2019 foi estimada em 7.342 habitantes.